# 招贤乡
招贤乡，是中华人民共和国河南省焦作市温县下辖的一个乡镇级行政单位。

## 行政区划
招贤乡下辖以下地区：
西招贤村、东招贤村、西辛村、中辛村、东辛村、古城村、安乐寨村、上苑村、护庄村、单庄村、小营村、郑庄村、河西村、龙渠新村、太涧新村和仓头村。